# Réalisme hystérique
 (novembre 2016).
Si vous disposez d'ouvrages ou d'articles de référence ou si vous connaissez des sites web de qualité traitant du thème abordé ici, merci de compléter l'article en donnant les références utiles à sa vérifiabilité et en les liant à la section « Notes et références ».

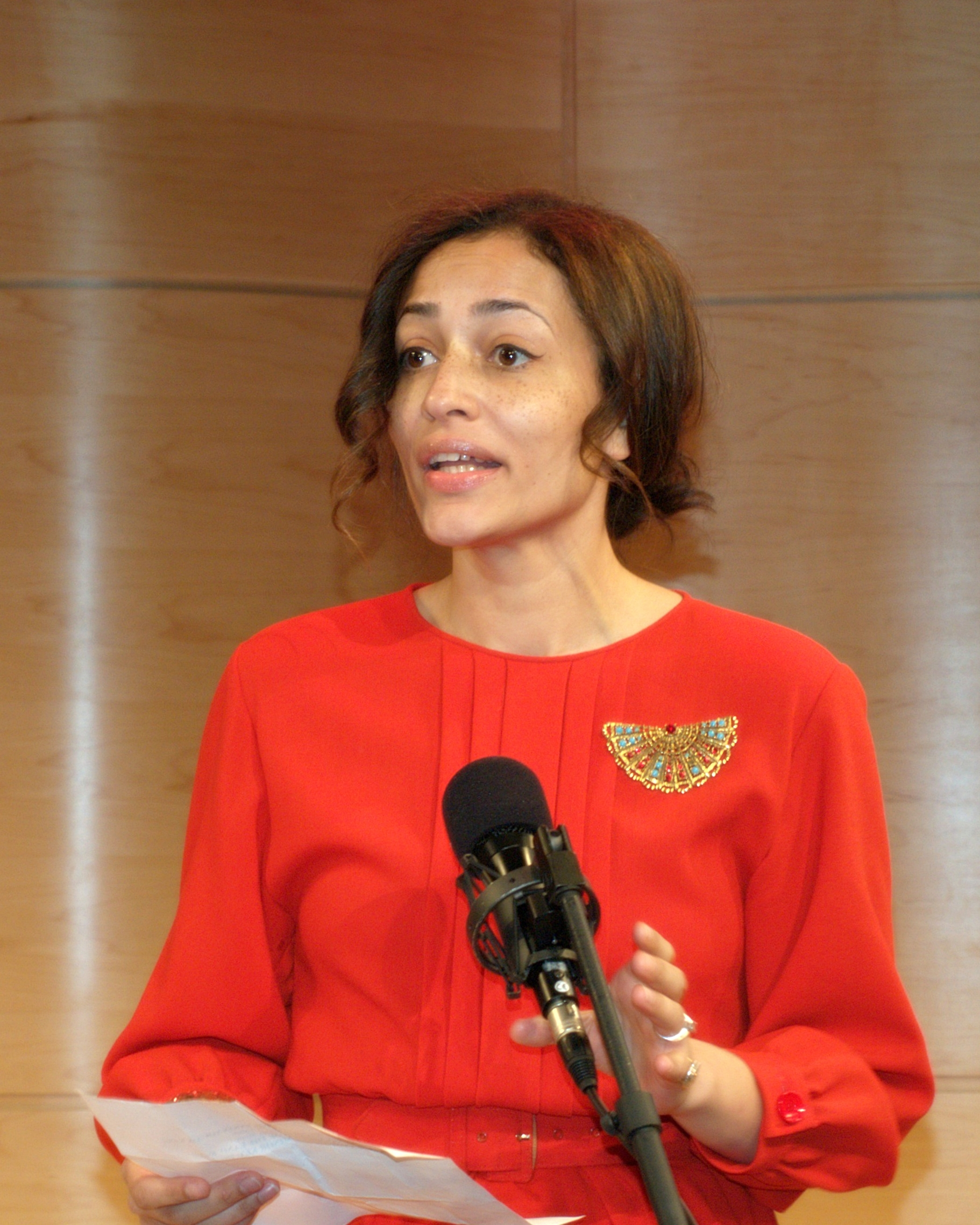
Zadie Smith.

Le réalisme hystérique, également appelé « recherché postmodernism » ou « maximalisme » est un mouvement littéraire caractérisé par une longueur chronique, des personnages maniaques, une action frénétique et des digressions fréquentes sur des sujets accessoires par rapport à l'histoire.

## Historique
L'expression « réalisme hystérique » a été créée par James Wood dans un essai portant sur Sourires de loup (titre original : White Teeth) de Zadie Smith, intitulé « The Smallness of the 'Big' Novel: Human, All Too Inhuman », qui est paru dans le numéro de juillet 2000 de The New Republic et a été ensuite repris dans le livre de Wood en 2004, The Irresponsible Self: On Laughter and the Novel.
Wood a utilisé cette expression pour désigner le concept contemporain de « grand roman ambitieux » qui recherche la vitalité « à tout prix ». En réponse à cette critique, Zadie Smith a qualifié la dénomination de réalisme hystérique de « terriblement juste pour désigner le type de prose excessive et maniaque que l'on peut trouver dans des romans comme mon livre Sourires de loup... ».

## Auteurs et œuvres
Les candidats potentiels au classement dans ce genre sont : 
- Don DeLillo
- Dave Eggers
- Jonathan Franzen
- Joyce Carol Oates
- Richard Powers
- Thomas Pynchon
- Salman Rushdie
- Robert Clark Young
- Zadie Smith
- David Foster Wallace
- Tom Wolfe
- Philippe Aubert de Molay

Dans leurs œuvres, le style de la prose « hystérique » est associé à des effets « réalistes » quasi journalistiques, comme la description par Pynchon de la géodésie au dix-huitième siècle dans Mason & Dixon, le traitement par DeLillo de Lee Harvey Oswald dans Libra, ou le traitement par Young des arcanes de la vie au sein de l'US Navy dans One of the Guys.
Cette technique littéraire de traitement extravagant des événements quotidiens se retrouve chez des auteurs plus anciens comme Mikhaïl Boulgakov dans Le Maître et Marguerite ou Herman Melville avec Moby Dick. On trouve une variante moins « hystérique » d'une telle juxtaposition de passages d'essai et de passages narratifs dans l'œuvre de Milan Kundera.
Dans une certaine mesure, le réalisme hystérique n'est pas un mouvement nouveau et représente l'héritage « naturel » du naturalisme, mouvement illustré par les œuvres d'Émile Zola.